# Shalosh Regalim
Con Shalosh Regalim (ebr. שלוש רגלים), dette anche BeYom Miqra Qodesh haZeh (“in questo giorno di santa convocazione”) si intendono, nell'ebraismo rabbinico, e già sinaitico della Torah, le tre ricorrenze o Festività ebraiche di pellegrinaggio, soprattutto col Tempio di Gerusalemme: Pesach, Shavuot e Sukkot, in cui gli Israeliti che vivevano nel Regno di Giuda facevano un pellegrinaggio a Gerusalemme, come comandato dalla Torah. 
A Gerusalemme, partecipavano a feste e culti rituali in collaborazione con i servizi liturgici dei Kohanim ("sacerdoti") presso il Tempio di Gerusalemme.
Dopo la distruzione del Secondo Tempio e fino alla futura costruzione della Terzo Tempio, tale pellegrinaggio non è più obbligatorio per gli ebrei, e non avviene più su scala nazionale. Durante i servizi di sinagoga i relativi passaggi che descrivono la rispettiva festività vengono letti ad alta voce da un rotolo della Torah sulla Bimah (piattaforma), posta al centro della sinagoga stessa. Nel corso delle festività ebraiche nella moderna Israele, molti ebrei che vivono nella zona di Gerusalemme cercano di partecipare a incontri di preghiera presso il Muro Occidentale per "emulare" in qualche modo gli antichi "pellegrinaggi".

## Riferimenti alla Bibbia ebraica
- Libro dell'Esodo: "Tre volte all'anno farai festa in mio onore: osserverai la festa degli azzimi... la festa della mietitura (Shavuot)... la festa del raccolto (Sukkot)... Tre volte all'anno ogni tuo maschio comparirà alla presenza del Signore Dio..."[2] e "Osserverai la festa degli azzimi (Pesach).... Celebrerai anche la festa della settimana (Shavuot), la festa cioè delle primizie della mietitura del frumento e la festa del raccolto (Sukkot) al volgere dell'anno... Tre volte all'anno ogni tuo maschio compaia alla presenza del Signore Dio, Dio d'Israele."[3]
- Libro del Deuteronomio: "Osserva il mese di Abib e celebra la pasqua in onore del Signore tuo Dio perché nel mese di Abib il Signore tuo Dio ti ha fatto uscire dall'Egitto, durante la notte... Per sette giorni mangerai con essa gli azzimi, pane di afflizione perché sei uscito in fretta dal paese d'Egitto... Per sei giorni mangerai azzimi e il settimo giorno vi sarà una solenne assemblea per il Signore tuo Dio; non farai alcun lavoro... Conterai sette settimane; da quando si metterà la falce nella messe comincerai a contare sette settimane; poi celebrerai la festa delle settimane per il Signore tuo Dio, offrendo nella misura della tua generosità e in ragione di ciò in cui il Signore tuo Dio ti avrà benedetto... Celebrerai la festa delle capanne per sette giorni, quando raccoglierai il prodotto della tua aia e del tuo torchio; gioirai in questa tua festa... Celebrerai la festa per sette giorni per il Signore tuo Dio, nel luogo che avrà scelto il Signore, perché il Signore tuo Dio ti benedirà in tutto il tuo raccolto e in tutto il lavoro delle tue mani e tu sarai contento. Tre volte all'anno ogni tuo maschio si presenterà davanti al Signore tuo Dio, nel luogo che Egli avrà scelto: nella festa degli azzimi (Pesach), nella festa delle settimane (Shavuot) e nella festa delle capanne (Sukkot); nessuno si presenterà davanti al Signore a mani vuote."[4]